# Anthophora astragali
Anthophora astragali är en biart som beskrevs av Morawitz 1878. Anthophora astragali ingår i släktet pälsbin, och familjen långtungebin. Inga underarter finns listade i Catalogue of Life.